# Gynoplistia canterburiana
Gynoplistia canterburiana là một loài ruồi trong họ Limoniidae. Chúng phân bố ở miền Australasia.